# Distrito de Anhalt-Zerbst
El Distrito de Anhalt-Zerbst (en alemán: Landkreis Anhalt-Zerbst) fue un Landkreis (distrito) ubicado al este del estado federal de Sajonia-Anhalt (Alemania). Al sur del distrito se encontraba el río Elba. Los distritos vecinos al distrito de Anhalt-Zerbst por el norte eran Comarca de Jerichow y el distrito del estado de Brandeburgo Potsdam-Mittelmark, al este se encontraba el distrito de Wittenberg, al sur la ciudad independiente (kreisfreie Stadt) de Dessau (actualmente parte de Dessau-Roßlau) y el distrito de Köthen así como al oeste el distrito de Schönebeck. La capital del distrito era la ciudad de Zerbst.

## Historia
Su nombre provenía del antiguo principado de Anhalt-Zerbst (Fürstentum Anhalt-Zerbst) que ocupaba el mismo territorio del distrito.
El 1 de enero de 2005 se disolvieron cinco municipios del distrito: Rodleben y Brambach (que  se convirtieron en barrios de la ciudad de Dessau) así como Dornburg, Ladeburg y Leitzkau (ahora barrios de la ciudad de Gommern en el distrito de la Comarca de Jerichow).
En el 1 de julio de 2007 el distrito de Anhalt-Zerbst se disolvió debido a la Reforma territorial de Sajonia-Anhalt de 2007. Su territorio se repartió entre los nuevos distritos de Comarca de Jerichow (Parte Norte), Anhalt-Bitterfeld (Parte Sur) y Wittemberg (Parte Sudeste). La hasta entonces ciudad de Roßlau se fusionó con la ciudad independiente (kreisfreie Stadt) de Dessau para formar la actual ciudad independiente de Dessau-Roßlau.

## Composición del distrito
(Habitantes a 30 de junio de 2006)
| Ciudades/municipios - 1. Roßlau, ciudad (13.930) - 2. Zerbst, ciudad * (15.668) |

Comunidades con sus propios municipios
| - 1. VG Coswig (Anhalt) 1. Bräsen (176) 2. Buko (180) 3. Cobbelsdorf (620) 4. Coswig (Anhalt), ciudad * (8.486) 5. Düben (267) 6. Griebo (650) 7. Hundeluft (271) 8. Jeber-Bergfrieden (649) 9. Klieken (1.109) 10. Köselitz (199) 11. Möllensdorf (179) 12. Ragösen (219) 13. Senst (237) 14. Serno (451) 15. Stackelitz (206) 16. Thießen (735) 17. Wörpen (267) | - 2. VG Elbe-Ehle-Nuthe (Sitz: Zerbst) 1. Bornum (570) 2. Buhlendorf (257) 3. Deetz (729) 4. Dobritz (310) 5. Gehrden (212) 6. Gödnitz (244) 7. Grimme (172) 8. Güterglück (742) 9. Hobeck (493) 10. Hohenlepte (247) 11. Jütrichau (529) 12. Leps (314) 13. Lindau, ciudad (1.165) 14. Loburg, ciudad (2.411) 15. Lübs (413) 16. Moritz (340) 17. Nedlitz (668) 18. Nutha (287) 19. Polenzko (307) 20. Prödel (296) 21. Reuden (327) 22. Rosian (585) 23. Schweinitz (302) 24. Steutz (958) 25. Straguth (265) 26. Walternienburg (566) 27. Zeppernick (725) 28. Zernitz (271) | - 3. VG Wörlitzer Winkel 1. Brandhorst (101) 2. Gohrau (431) 3. Griesen (358) 4. Horstdorf (638) 5. Kakau (611) 6. Oranienbaum, ciudad * (3.469) 7. Rehsen (268) 8. Riesigk (213) 9. Vockerode (1.702) 10. Wörlitz, ciudad (1.627) |